# Alex Yoong
Alexander Charles Yoong Loong, detto Alex (Kuala Lumpur, 20 luglio 1976), è un ex pilota automobilistico malese.

## Carriera

### Formule minori
Yoong inizia la sua carriera automobilistica nel 1992. Nel 1994 poi il malese vince la sua prima gara importante: la Formula Asia International race. Nel 1995 arriva poi la vittoria nel campionato malese di Formula Asia. Dopo questo risultato Yoong approda in Europa, nella Formula Renault inglese, dove rimane fino al 1997. Ci sarà poi un biennio in Formula 3 britannica dove ottiene buoni risultati.
Nel 1999 si registra il passaggio del malese alla Formula 3000.
Passerà poi un anno e mezzo in Formula Nippon.

### Formula 1

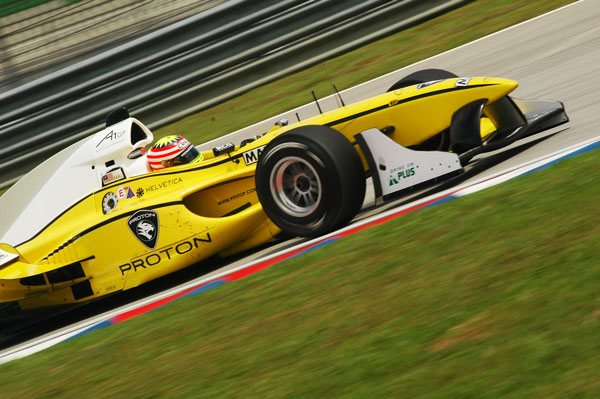
Yoong guida la sua vettura nella serie A1 Grand Prix

Grazie ai suoi munifici sponsor, nel 2001 viene ingaggiato dalla Minardi come seconda guida in sostituzione di Tarso Marques; esordendo al GP d’Italia, diventa il primo e finora unico pilota malese a correre in Formula 1. Disputa quindi gli ultimi tre Gran Premi, senza marcare punti e rivelandosi ben meno competitivo del compagno Fernando Alonso e commettendo diversi errori.
Le difficoltà finanziarie della Minardi portano tuttavia alla sua conferma anche per la stagione 2002, affiancandogli il debuttante Mark Webber; la stagione tuttavia vede Yoong ancora in difficoltà: dopo un buon settimo posto nella gara inaugurale in Australia (propiziato comunque da numerosi ritiri avversari), il pilota malese si ritrova stabilmente a fondo schieramento, ben distante da Webber e mancando in tre occasioni la qualificazione alla gara, cosa che porta la Minardi a sostituirlo inizialmente con Anthony Davidson nei GP di Ungheria e Belgio, salvo poi reintegrarlo per le ultime tre gare stagionali. Tuttavia, dati i risultati deludenti, la squadra faentina decide non rinnovargli il contratto per il 2003.

### Dopo la massima serie
Abbandonata la F1 nel 2004 decide di dedicarsi alle Champ Car, ma la sua stagione dura poco e passa quindi alla serie Supercars. Contemporaneamente lavora anche a 8TV e ad ESPN Star Sports come commentatore. Nel triennio 2005-2007 gareggia invece nella serie A1 Grand Prix per il team malese.

### La GP2 Asia Series
Dopo la A1, Yoong partecipa ad alcune gare della Le Mans, ma senza successo. Decide quindi di gareggiare nella GP2 Asia Series con il team malese Qi-Meritus Mahara.

## Risultati F1
| 2001 | Scuderia | Vettura |  |  |  |  |  |  |  |  |  |  |  |  |  |  |     |     |    | Punti | Pos. |
| ---- | -------- | ------- |  |  |  |  |  |  |  |  |  |  |  |  |  |  | --- | --- | -- | ----- | ---- |
| 2001 | Minardi  | PS01    |  |  |  |  |  |  |  |  |  |  |  |  |  |  | Rit | Rit | 16 | 0     | 26º  |

| 2002 | Scuderia | Vettura |   |     |    |    |    |     |     |    |     |    |    |    |  |  |    |     |     | Punti | Pos. |
| ---- | -------- | ------- | - | --- | -- | -- | -- | --- | --- | -- | --- | -- | -- | -- |  |  | -- | --- | --- | ----- | ---- |
| 2002 | Minardi  | PS02    | 7 | Rit | 13 | NQ | NP | Rit | Rit | 14 | Rit | NQ | 10 | NQ |  |  | 13 | Rit | Rit | 0     | 20º  |

| Legenda | 1º posto     | 2º posto | 3º posto    | A punti         | Senza punti/Non class.  | Grassetto – Pole position Corsivo – Giro più veloce |
| Legenda | Squalificato | Ritirato | Non partito | Non qualificato | Solo prove/Terzo pilota | Grassetto – Pole position Corsivo – Giro più veloce |